# Sálvame Snow Week
Sálvame Snow Week fue un concurso de telerrealidad emitido en Telecinco como sección dentro del programa Sálvame. Estaba producido por La Fábrica de la Tele para la franja vespertina de la época prenavideña de la cadena. El reality, que se emitió entre el 13 y el 23 de diciembre de 2016, estuvo conducido por Carlos Lozano.

## Mecánica
Las marchas de Rosa Benito y Raquel Bollo han dejado dos sillas vacías en Sálvame que serán ocupadas a partir del 13 de diciembre. Para ello el programa da una nueva vuelta de tuerca al formato y se inventa la Sálvame Snow Week. Un "reality show" en el que participarán famosos y anónimos dispuestos a darlo todo para hacerse con una de las codiciadas sillas de colaborador.
El casting medirá la capacidad de los concursantes para conseguir exclusivas, para seducir al público y donde convivirán con los colaboradores más veteranos. Los candidatos a conseguir la silla vivirán aislados durante once días en un campamento en el Balneario de Panticosa, uno de los mayores destinos de esquí del país. El público, a través de sus votos, será el encargado de elegir quiénes serán los dos elegidos para incorporarse a la plantilla del programa, por lo tanto los colaboradores veteranos no tendrán ningún poder en la decisión.

## Sálvame Snow Week (2016)
- 12 de diciembre de 2016 - 23 de diciembre de 2016 (11 días).

### Concursantes
| Concursante       | Procedencia | Edad    | Conocido por…                | Duración | Información             |
| ----------------- | ----------- | ------- | ---------------------------- | -------- | ----------------------- |
| Laura Fa          | Barcelona   | 42 años | Periodista                   | 12 días  | Ganadora (49,11 %)      |
| Rafa Mora         | Valencia    | 33 años | Tronista de MyHyV            | 12 días  | 2.º finalista (29,89 %) |
| Mónica Hoyos      | Callao      | 39 años | Actriz y colaboradora de TV  | 12 días  | 3.ª finalista (21 %)    |
| Maribel Sanz      | Barcelona   | 51 años | Modelo y colaboradora de TV  | 12 días  | 4.ª finalista (16,38 %) |
| Almudena Martínez | Murcia      | 32 años | Finalista de Gran Hermano 10 | 11 días  | 3.ª expulsada           |
| Antonio Tejado    | Sevilla     | 30 años | Sobrino de María del Monte   | 10 días  | 2.º expulsado (6,29 %)  |
| Jesús Tomillero   | Cádiz       | 21 años | Árbitro de fútbol            | 9 días   | Abandono voluntario     |
| Javier Tudela     | Madrid      | 22 años | Hijo de Makoke Giaever       | 8 días   | Expulsión disciplinaria |
| Jordi Martín      | Barcelona   | 35 años | Paparazzi                    | 5 días   | Expulsión disciplinaria |
| Pilar Soto        | Madrid      | 37 años | Actriz y presentadora de TV  | 5 días   | 1.ª expulsada (2,34 %)  |

### Estadísticas semanales
|         | Programa 1 | Programa 2 | Programa 3 | Programa 4 | Programa 5 + Deluxe | Programa 7  | Programa 8 | Programa 9 | Programa 10 | Programa 10 | Final    |
| ------- | ---------- | ---------- | ---------- | ---------- | ------------------- | ----------- | ---------- | ---------- | ----------- | ----------- | -------- |
| Laura   | Entra      | Favorita   | Salvada    | Salvada    | Exenta              | Exenta      | Exenta     | Salvada    | Finalista   | Finalista   | Ganadora |
| Rafa    | Entra      | Salvado    | Salvado    | Salvado    | Exento              | Exento      | Exento     | Salvado    | Finalista   | Finalista   | Segundo  |
| Mónica  | Entra      | Salvada    | Salvada    | Salvada    | Exenta              | Exenta      | Exenta     | Salvada    | Nominada    | Finalista   | Tercera  |
| Maribel | Entra      | Salvada    | Nominada   | Nominada   | Exenta              | Exenta      | Exenta     | Salvada    | Nominada    | Finalista   | Cuarta   |
| Chiqui  | Entra      | Salvada    | Salvada    | Salvada    | Exenta              | Exenta      | Exenta     | Salvada    | Nominada    | Expulsada   |          |
| Antonio | Entra      | Salvado    | Salvado    | Salvado    | Exento              | Exento      | Exento     | Expulsado  |             |             |          |
| Jesús   | Entra      | Nominado   | Salvado    | Salvado    | Exento              | Exento      | Abandono   |            |             |             |          |
| Javier  | Entra      | Salvado    | Salvado    | Salvado    | Exento              | Exp.discip. |            |            |             |             |          |
| Jordi   | Entra      | Favorito   | Salvado    | Salvado    | Exp.discip.         |             |            |            |             |             |          |
| Pilar   | Entra      | Nominada   | Nominada   | Nominada   | Expulsada           |             |            |            |             |             |          |

- Mónica Hoyos sustituyó a Kiko Hernández durante un tiempo indefinido debido a su baja de paternidad.[3]

### Presentadores
| Presentador       | Información                    |
| ----------------- | ------------------------------ |
| Carlos Lozano     | Presentador oficial            |
| Carlota Corredera | Sálvame (Viernes)              |
| Paz Padilla       | Sálvame (Lunes a jueves)       |
| María Patiño      | Sálvame Deluxe (Viernes)       |
| Omar Suárez       | Resúmenes                      |
| Nando Escribano   | Resúmenes y Cazamariposas Snow |

### Recepción de audiencia (Media Sálvame Limón y Naranja)
| Fecha      | Características del programa                                                                                        | Espectadores | Cuota de pantalla |
| ---------- | --- | ------------ | ----------------- |
| 12/12/2016 | Programa 1 / Presentación / Entrada de los concursantes                                                             | 1 661 000    | 15,1 %            |
| 13/12/2016 | Programa 2 / Prueba en trineo / Infidelidad de Tomillero Benavente                                                  | 1 705 000    | 15,3 %            |
| 14/12/2016 | Programa 3 / Prueba en parapente / Castigo a Jordi y Javier                                                         | 1 682 000    | 14,7 %            |
| 15/12/2016 | Programa 4 / Prueba de esquí / Miriam Saavedra en plató / Infidelidades de Tomillero                                | 1 667 000    | 14,8 %            |
| 16/12/2016 | Programa 5 / Prueba de esquí / Expulsión de Pilar Soto / Lesión de Chiqui                                           | 1 837 000    | 15,4 %            |
| 16/12/2016 | Programa 6 (Deluxe) / Expulsión disciplinaria de Jordi Martín / Miriam Saavedra VS Mónica Hoyos                     | 1 942 000    | 15,8 %            |
| 19/12/2016 | Programa 7 / Expulsión disciplinaria de Javier Tudela                                                               | 1 830 000    | 15,5 %            |
| 20/12/2016 | Programa 8 / Abandono de Jesús Tomillero y nominaciones                                                             | 1 592 000    | 14,3 %            |
| 21/12/2016 | Programa 9 / Expulsión de Antonio Tejado                                                                            | 1 712 000    | 15,7 %            |
| 22/12/2016 | Programa 10 / Expulsión de Almudena (Chiqui)                                                                        | 1 608 000    | 14,7 %            |
| 23/12/2016 | Programa 11 / Final: 1.ª ganadora: Laura Fa / 2.º ganador: Rafa Mora / Tercera: Mónica Hoyos / Cuarta: Maribel Sanz | 1 629 000    | 14,5 %            |

## Palmarés
| Edición                      | Ganador  | Segundo   | Tercero      | Cuarto       |
| ---------------------------- | -------- | --------- | ------------ | ------------ |
| [ 1 ] Primera edición (2016) | Laura Fa | Rafa Mora | Mónica Hoyos | Maribel Sanz |

## Audiencia media
En este apartado se recoge la audiencia media de los programas dentro de los cuales se han desarrollado las tramas del espacio (Sálvame y Sálvame Deluxe).
| Edición                        | Fechas de emisión                                 | Espectadores | Cuota de pantalla |
| ------------------------------ | ------------------------------------------------- | ------------ | ----------------- |
| [ 1 ] Sálvame Snow Week (2016) | 13 de diciembre de 2016 — 23 de diciembre de 2016 | 1 715 000    | 15,1 %            |